# Pontivy
Pontivy [pɔ̃tivi] (Pondi auf Bretonisch) ist eine französische Gemeinde mit 14.547 Einwohnern (Stand 1. Januar 2022) im Département Morbihan in der Region Bretagne. Sie ist Unterpräfektur des gleichnamigen Arrondissements, Hauptort des gleichnamigen Kantons und Sitz des Gemeindeverbandes Pontivy Communauté.

## Geographie

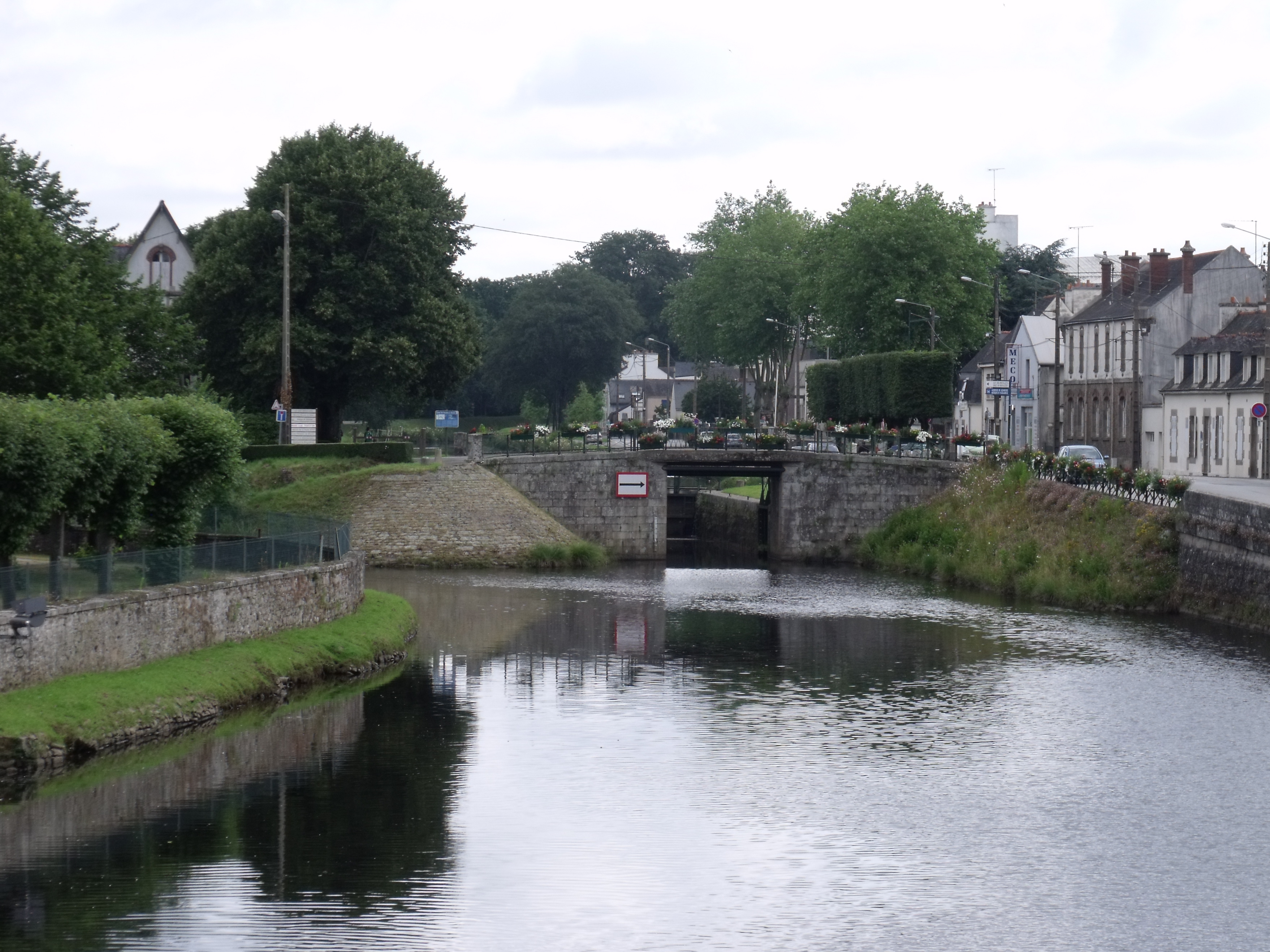
Canal de Nantes à Brest in Pontivy

Pontivy liegt am Fluss Blavet, seinem Zufluss Saint-Niel sowie am Canal de Nantes à Brest, der hier in den Blavet einmündet.

## Geschichte
Der Tumulus von Nillizien stammt aus der Eisenzeit.
Der Mönch Ivy gründete Pontivy im 7. Jahrhundert. Er ließ eine Brücke über den Blavet bauen, die der Stadt ihren Namen gab.
Am 18. Brumaire des Jahres XII der Revolution (9. November 1804) wurde der Name der Stadt in Napoléonville geändert. Nach dem Sturz Napoleons I. hieß sie wieder Pontivy, dann Bourbonville, dann erneut einige Jahre (unter Napoléon III.) Napoléonville und seit 1870 wieder Pontivy.
Am 6. April 1940 verfügte Albert Lebrun, der Präsident der französischen Republik, in einem Dekret die Isolierung von Nomaden an besonderen Orten unter Polizeiaufsicht. Begründet wurde dies mit einem angeblichen Risiko, das in Kriegszeiten von „Nomaden“ ausgehe. Im Zuge des Vorrückens der deutschen Wehrmacht kam es dann in der zweiten Hälfte des Jahres 1940 zur Zwangsvertreibung der Sinti und Roma aus dem Elsass, und am 4. Oktober 1940 ordnete der Oberbefehlshaber des Heeres schließlich die zwangsweise „Überführung“ von Sinti und Roma in „Sammellager“ an. In diesem Kontext entstand auch in Pontivy ein temporäres Nomaden-Lager, über dessen Existenz aber keine Primärquellen vorliegen. Der Historiker Jaques Sigot benennt als Quelle für das unter dem Namen Camp de Toulboubou bekannt gewordene Internierungslager einen Brief des Leiters des Internierungslagers Moisdon-la-Rivière vom 25. November 1940, in dem dieser über die Ankunft von 116 Nomaden aus Pontivy berichtete. Diese 116 Menschen, 32 Männer, 28 Frauen und 56 Kinder, sollen ursprünglich aus Vannes und Lorient gestammt haben.
Wo in Pontivy sich das Lager befunden hat, ist unklar. Die Historikerin Marie-Christine Hubert verortete es in einem verlassenen Schloss, während es nach einer Auskunft des städtischen Archivars nie ein Schloss auf dem Gelände von Toulboubou gegeben habe. Dort befindet sich heute eine Sportanlage, und nichts erinnert mehr an das Nomaden-Lager.
Im Februar 2016 war Pontivy eine von 13 Gemeinden, die der Stufe 3 der Charta Ya d’ar brezhoneg zur Förderung der bretonischen Sprache angehörten.

## Sehenswürdigkeiten

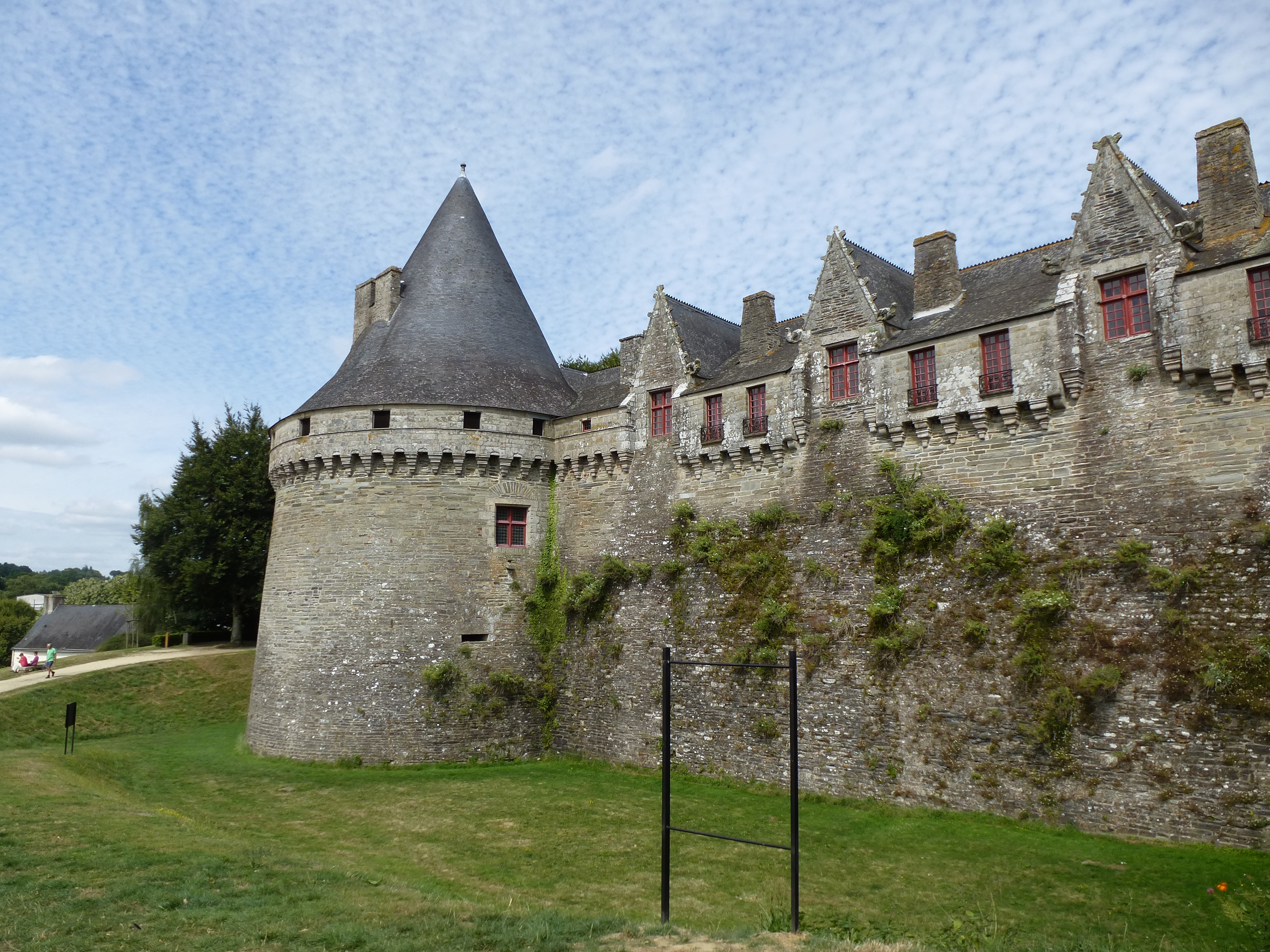
Château de Pontivy

- Château de Pontivy, Schloss der Familie Rohan (Ende 15. Jahrhundert)
- Basilika Notre-Dame-de-Joie
- Der in die Friedhofsmauer eingelassene Menhir de la Houssaie in Pontivy ist etwa 4,0 m hoch, 2,3 m breit und 1,2 m dick.

Siehe auch: Liste der Monuments historiques in Pontivy

## Städtepartnerschaften
- Tavistock, Devon, England seit 1958[8]
- Wesseling, Nordrhein-Westfalen seit 1972
- Ouelessebougou, Mali seit 1987
- Napoleonville, Vereinigte Staaten seit 1989

Ferner ist Pontivy Gründungsmitglied des Bundes der europäischen Napoleonstädte.

## Verkehrsanbindung
Die Departementstrassen D764 und D768 kreuzen sich bei der Stadt.
In Pontivy treffen sich die Bahnstrecken aus Saint-Brieuc und aus Auray. Erstere wird im Personenverkehr gar nicht befahren und ist im weiteren Verlauf unterbrochen, letztere nur von einigen touristischen Zügen. Auch zwei Strecken der ehemaligen Chemins de fer du Morbihan führten durch Pontivy.

## Persönlichkeiten
- Léon Durocher (1862–1918), Chansonnier und bretonischer Regionalist
- Paul Le Drogo (1905–1966), Radrennfahrer
- Jean-Yves Lambert, genannt Lafesse (Komiker)
- Alain Huby (* 1944), Radrennfahrer
- David Lappartient (* 1973), Politiker und Radsportfunktionär
- Audrey Cordon (* 1989), Radrennfahrerin
- Evan Furness (* 1998), Tennisspieler
- Marie Le Net (* 2000), Radsportlerin

## Ereignisse
- Jährliches Finale des Kan ar Bobl (Gesang des Volkes), eines Wettbewerbs in bretonischer Musik